# Shine On (singolo Jet)
Shine On è un singolo dei Jet, tratto dall'omonimo album, il secondo in studio del gruppo musicale, e pubblicato il 12 dicembre 2006 per l'etichetta discografica Atlantic Records, sia in versione fisica che per il download.
Il brano, della durata di 4:36, è stato prodotto da Dave Sardy e composto da Nic Cester, cantante del gruppo insieme al fratello Chris, ed è dedicato al padre, il vero fondatore della band, morto per un male incurabile.